# Kalbadjar
Kalbajar (în azeră Kəlbəcər) este un oraș din Azerbaidjan, care după Războiul din Karabahul de Munte, din aprilie 1993 este ocupat de Forțele armene de Autopărare din Nagorno-Karabah și a fost rebotezat Karavadjar.